# Claude Mellan
Claude Mellan né à Abbeville le 23 mai 1598 et mort à Paris le 9 septembre 1688 est un peintre, dessinateur et graveur français.

## Biographie
Claude Mellan naît le 23 mai 1598 à Abbeville. Son père est chaudronnier planeur de cuivre.
Il est mis de bonne heure en apprentissage à Paris. Il y aurait reçu, suppose-t-on, les premières leçons de Thomas de Leu ou de Léonard Gaultier,.
Sa première gravure portant une date, exécutée pour une thèse de théologie présentée au Collège Mathurin[réf. souhaitée], indique qu’il se trouvait dans la capitale dès 1619. Cinq ans plus tard, il part pour Rome, grâce au soutien de Nicolas-Claude Fabri de Peiresc.
Il y rencontre Thomassin, et leurs premières années en Italie sont très pénibles. Claude Mellan se met bientôt en rapport avec Francesco Villamena, avec lequel il s'exerce dans le maniement du burin, et qui le fait graver d'après Pomérange, alors en réputation mais d'un pinceau lourd et maniéré. Il travaille ensuite d'après Simon Vouet. En 1626, il peint le portrait de Virginia de Vezzo, qui devient la même année l'épouse de son maître Simon Vouet. Aux alentours de 1630, Mellan grave des planches pour la Galleria Giustiniana, dans le cadre d'un projet qui implique de nombreux autres graveurs, dont Pieter de Bailliu, Michel Natalis, Corneille Bloemaert et Theodor Matham. La collection de la Galleria Giustiniana est référencée de multiples fois dans l'ouvrage Teutsche_Academie de Joachim von Sandrart, qui soutient avoir eu un rôle majeur dans le projet, même si ces allégations sont aujourd'hui disputées.
En 1636 Claude Mellan quitte Rome, passe par Gênes, et rentre en France. Il se rend à Aix-en-Provence chez Peiresc, où il arrive au début du mois d'août. Retenu pendant un an par lui dans cette ville, Claude Mellan réalise une première : il grave trois vues des phases de la Lune, observée sous la direction de Pierre Gassendi à travers un télescope fourni par Galilée. Claude Mellan utilise l'image de la Lune projetée sur une surface blanche.
Claude Mellan est logé au Louvre à partir de 1642 et y reste jusqu'à sa mort.
Mort le 9 septembre 1688 à Paris, Claude Mellan est inhumé le lendemain dans l'église de Saint-Germain-l'Auxerrois.

## Œuvres
Anatole de Montaiglon a répertorié 400 gravures dont une centaine nous sont parvenues. Mellan a gravé de nombreux portraits, pour la plupart des bustes, notamment celui de Girolamo Frescobaldi, organiste de la basilique Saint-Pierre de Rome.
Mellan a également été un peintre de renom. Un grand nombre de ses toiles a été perdu, mais elles restent connues par ses gravures, comme Samson et Dalila, Saint Jean-Baptiste dans le désert ou Madeleine.
Mellan a également gravé plusieurs scènes religieuses dont une célèbre Sainte Face du Christ sur le voile de Véronique réalisée par une taille unique en spirale qui, par ses épaississements, crée l’image. Ce burin est considéré comme le chef-d'œuvre de Mellan. La plaque en cuivre originale est conservée à la chalcographie de la Bibliothèque royale de Belgique à Bruxelles.

### Œuvres dans les collections publiques
- Paris, École nationale supérieure des beaux-arts : 
  - Portrait de Girolamo Frescobaldi, pierre noire sur papier, 15,4 × 12,3 cm[11]. Ce dessin est mentionné par Pierre-Jean Mariette parmi les premières œuvres italiennes réalisées sous la double influence de Vouet et de Sadeler, entre 1624 et 1634. Le portrait de l'organiste et compositeur (1583-1643) est saisissant par l'acuité de l'expression d'assurance à la fois souriante et arrogante. Il a été traduit au burin dans des dimensions plus réduites. Cette effigie traduit la notoriété de l'organiste de Saint-Jean-de-Latran puis de Saint-Pierre de Rome[12],[13] ;
  - Étude pour une Sainte Famille, pierre noire et rehauts de craie blanche sur papier bleu, 20 × 24 cm[14],[15].

Œuvres de Claude Mellan
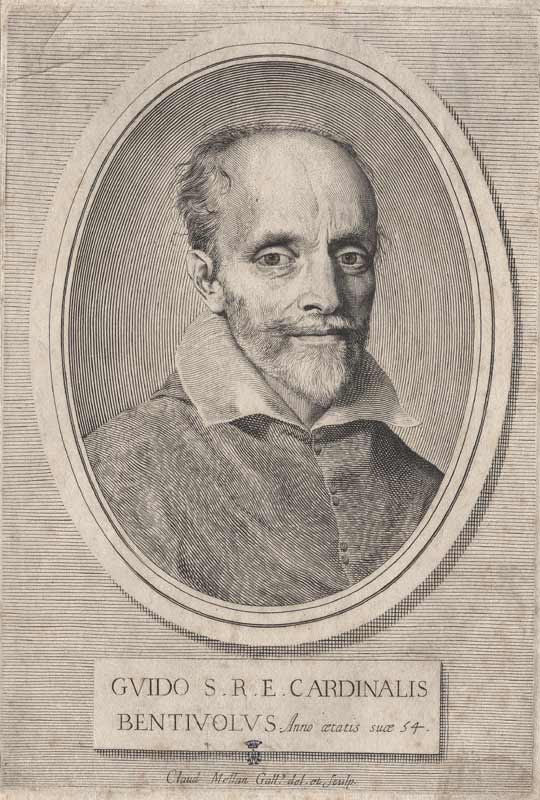
Le Cardinal Guido Bentivoglio (1633), gravure.
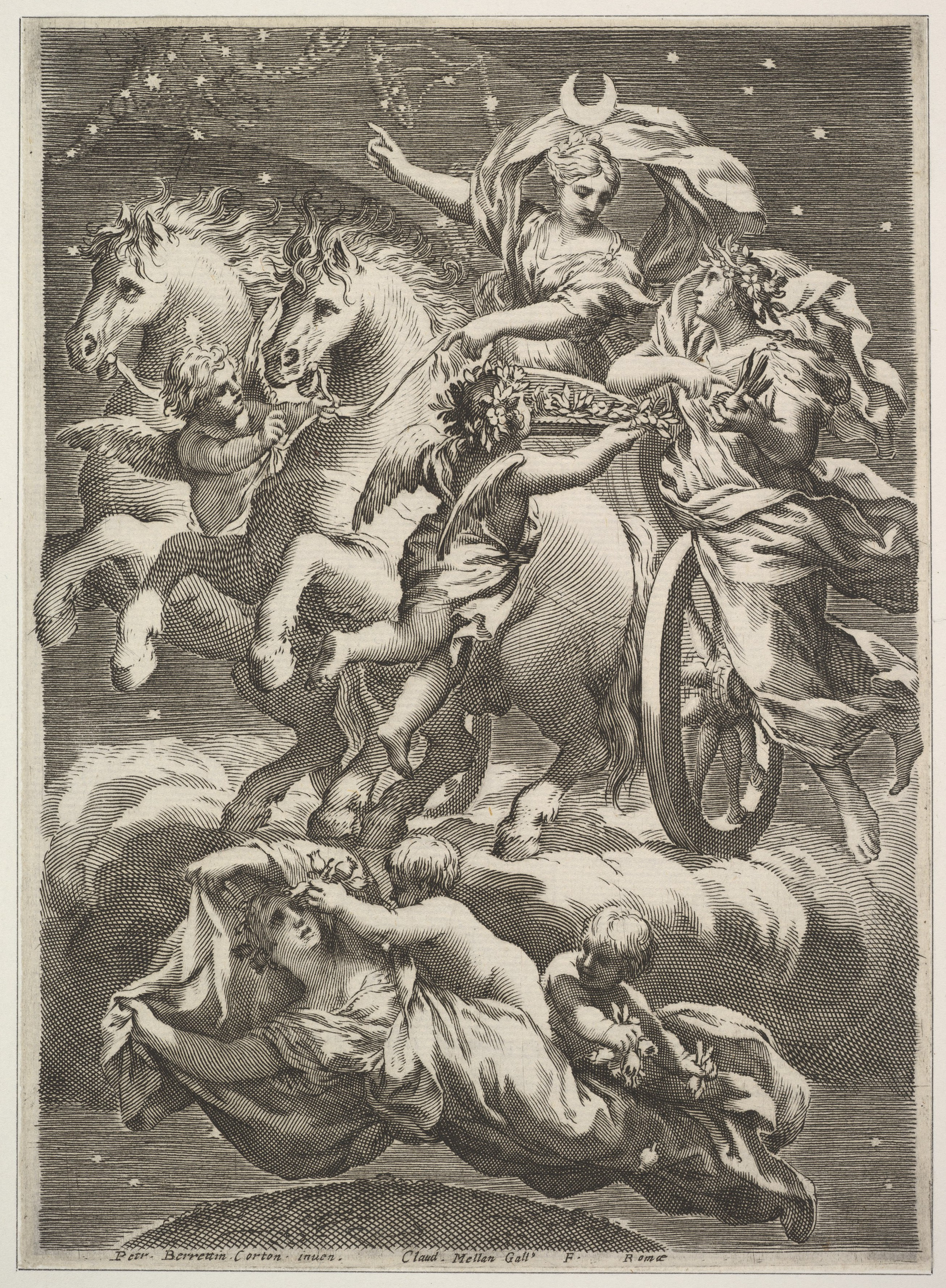
La Lune sur son char (1633), gravure.
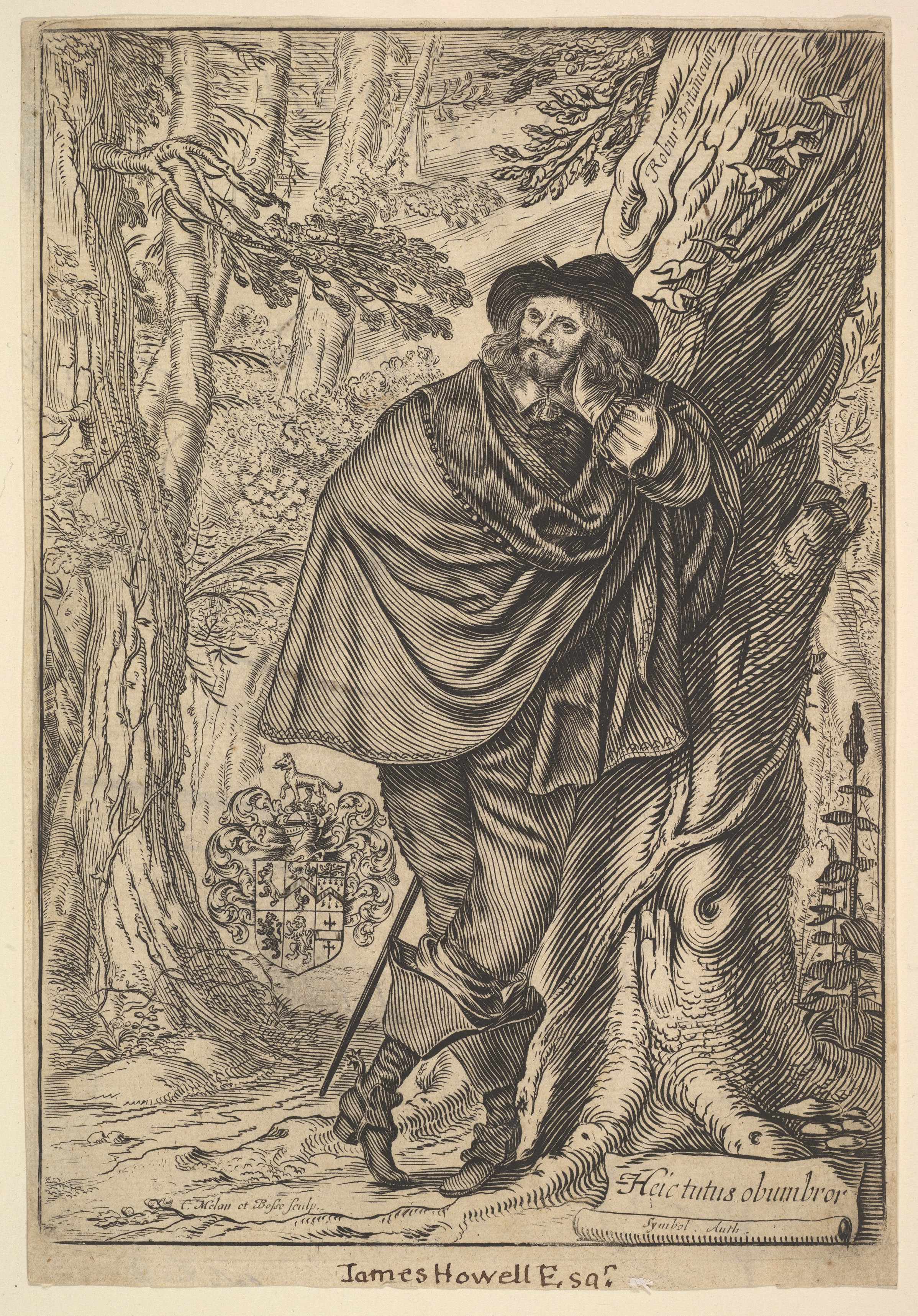
James Howel dans une forêt (1641), gravure.
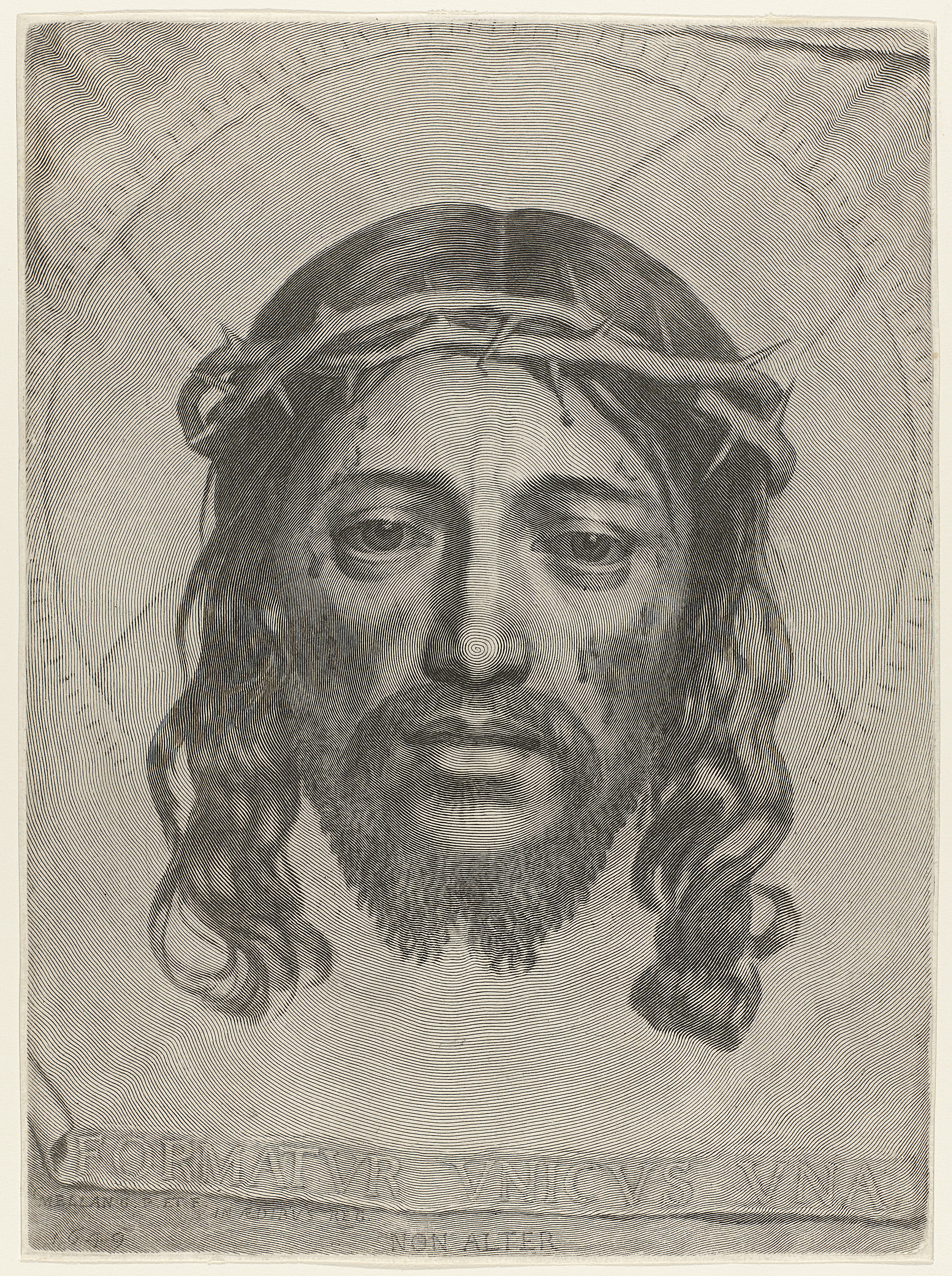
Le Linge de sainte Véronique (1649), gravure.
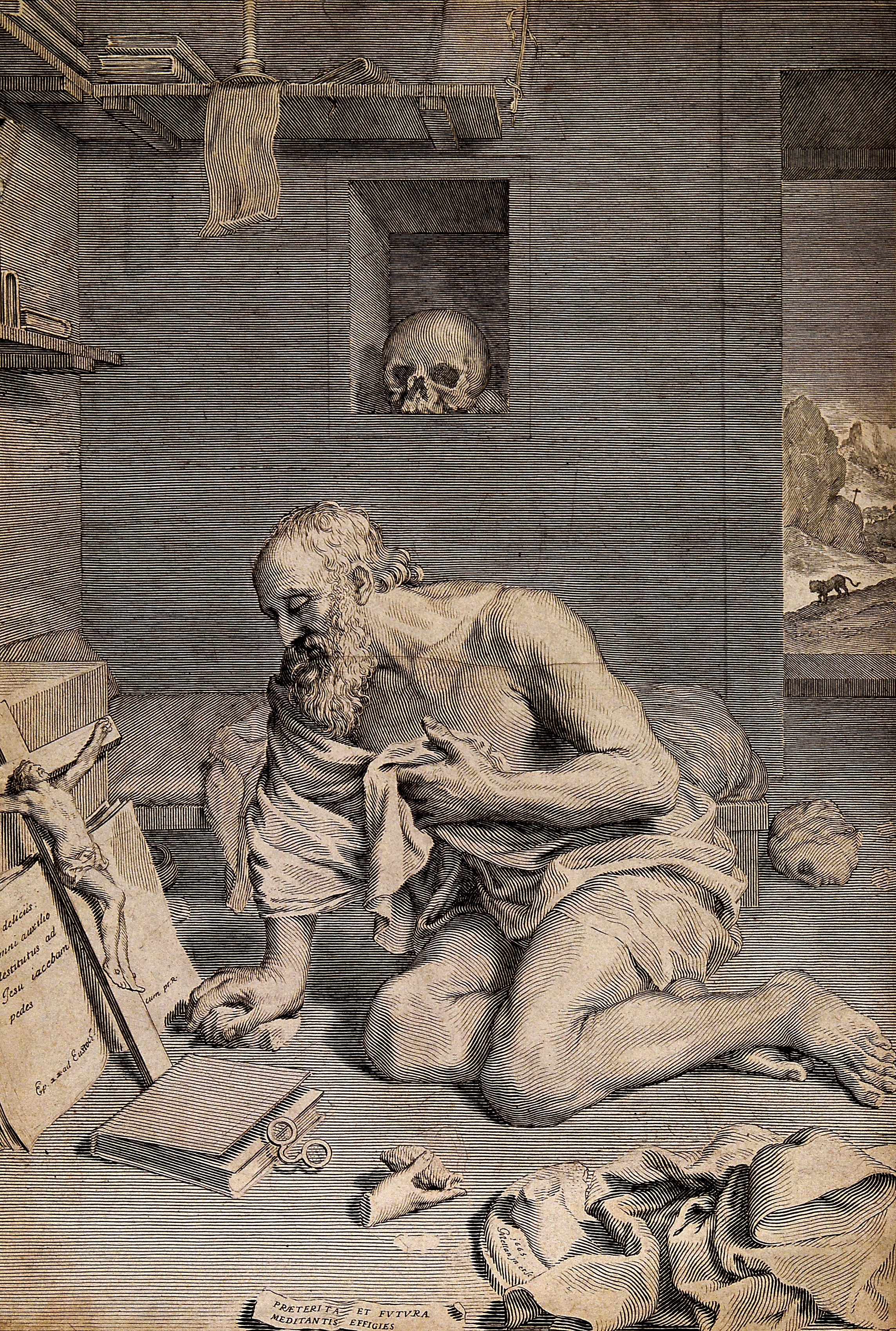
Saint Jérôme (1665), gravure d'après son propre tableau.
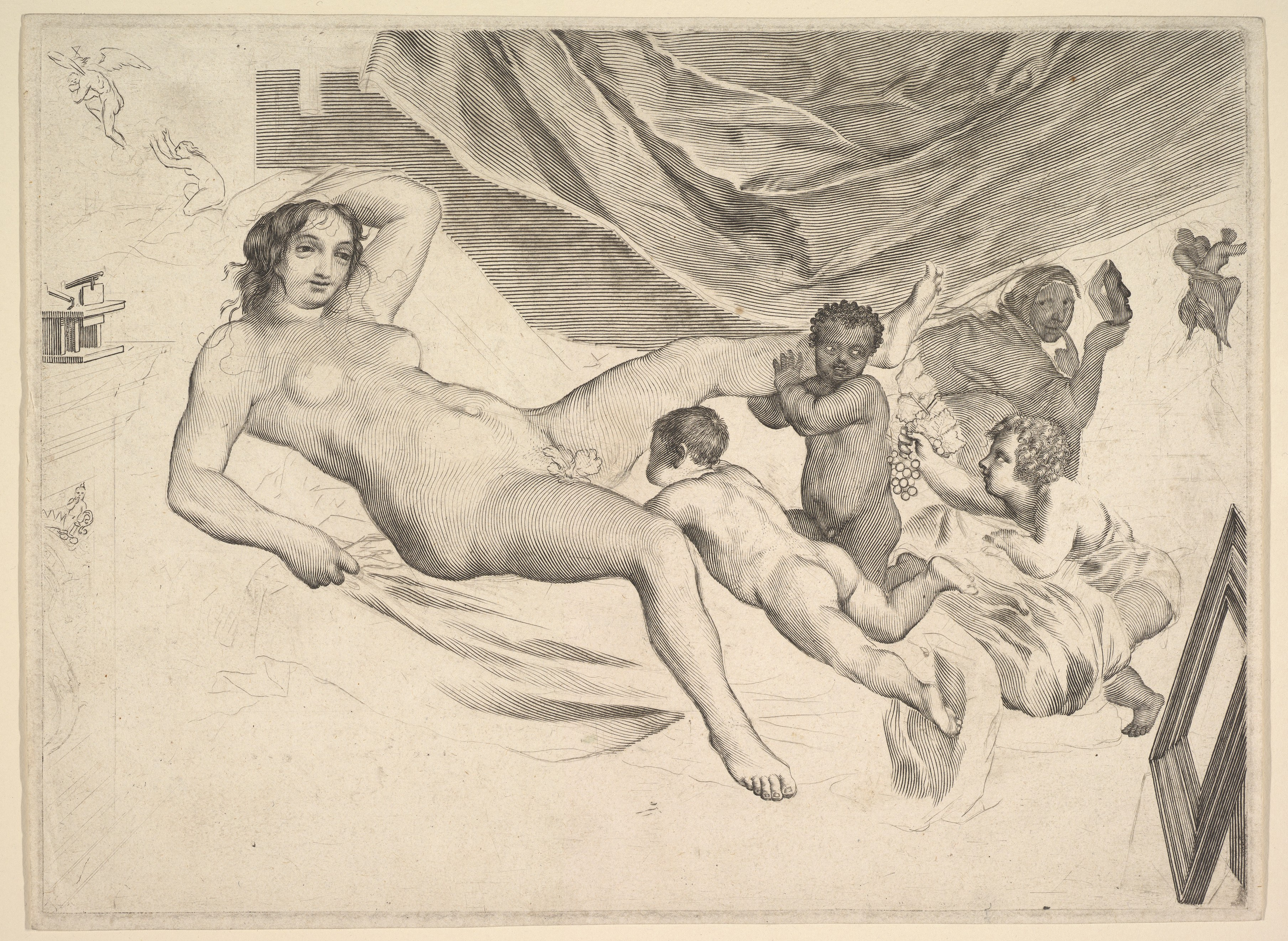
La Souricière, gravure.
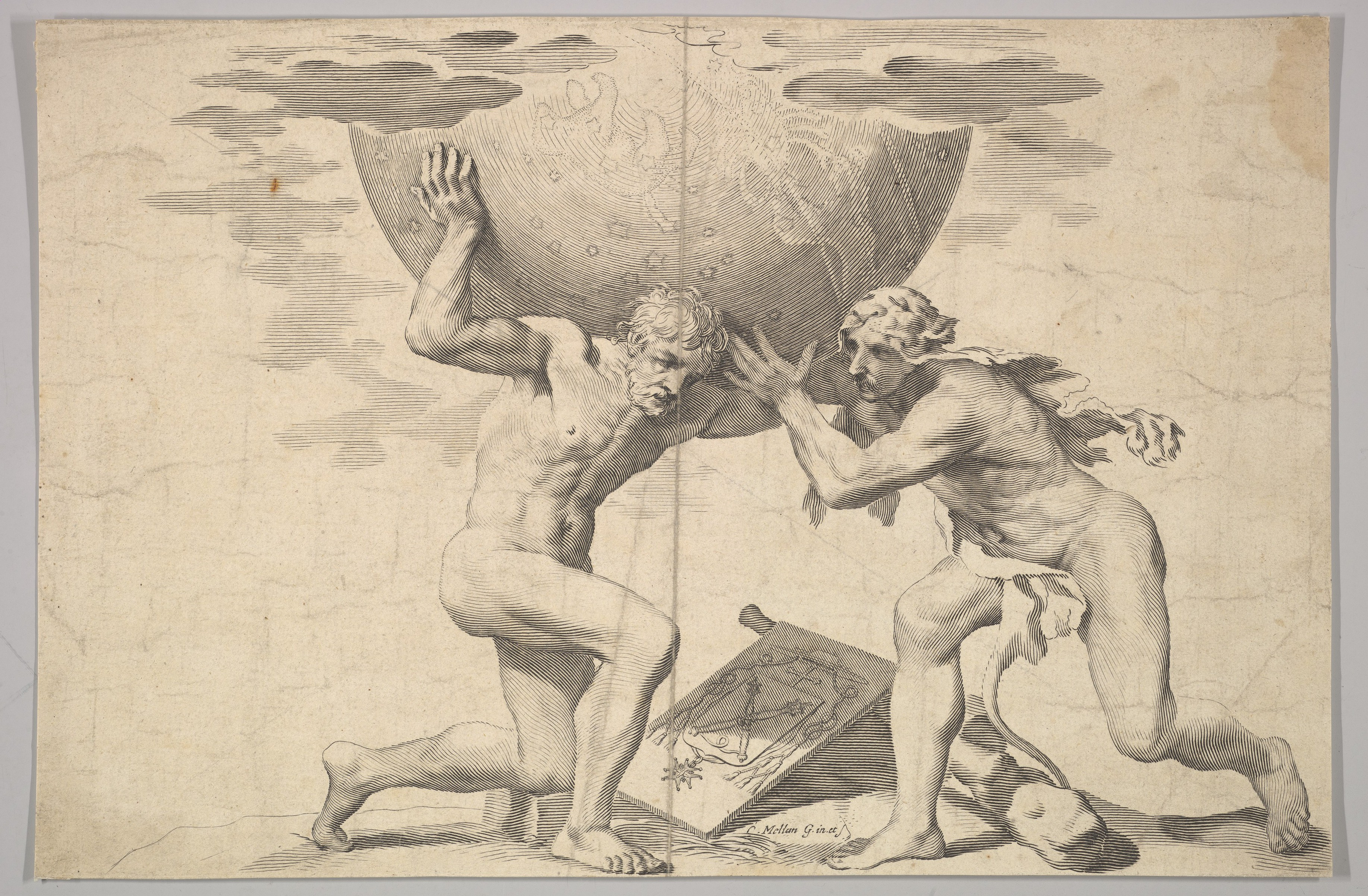
Hercule aidant Atlas), gravure.